# Марібірнонг (річка)
Марібірнонг – річка у Вікторії, Австралія. Бере свій початок за 50 км на північ від Мельбурна, поблизу гори Македон. Впадає до річка Ярра.

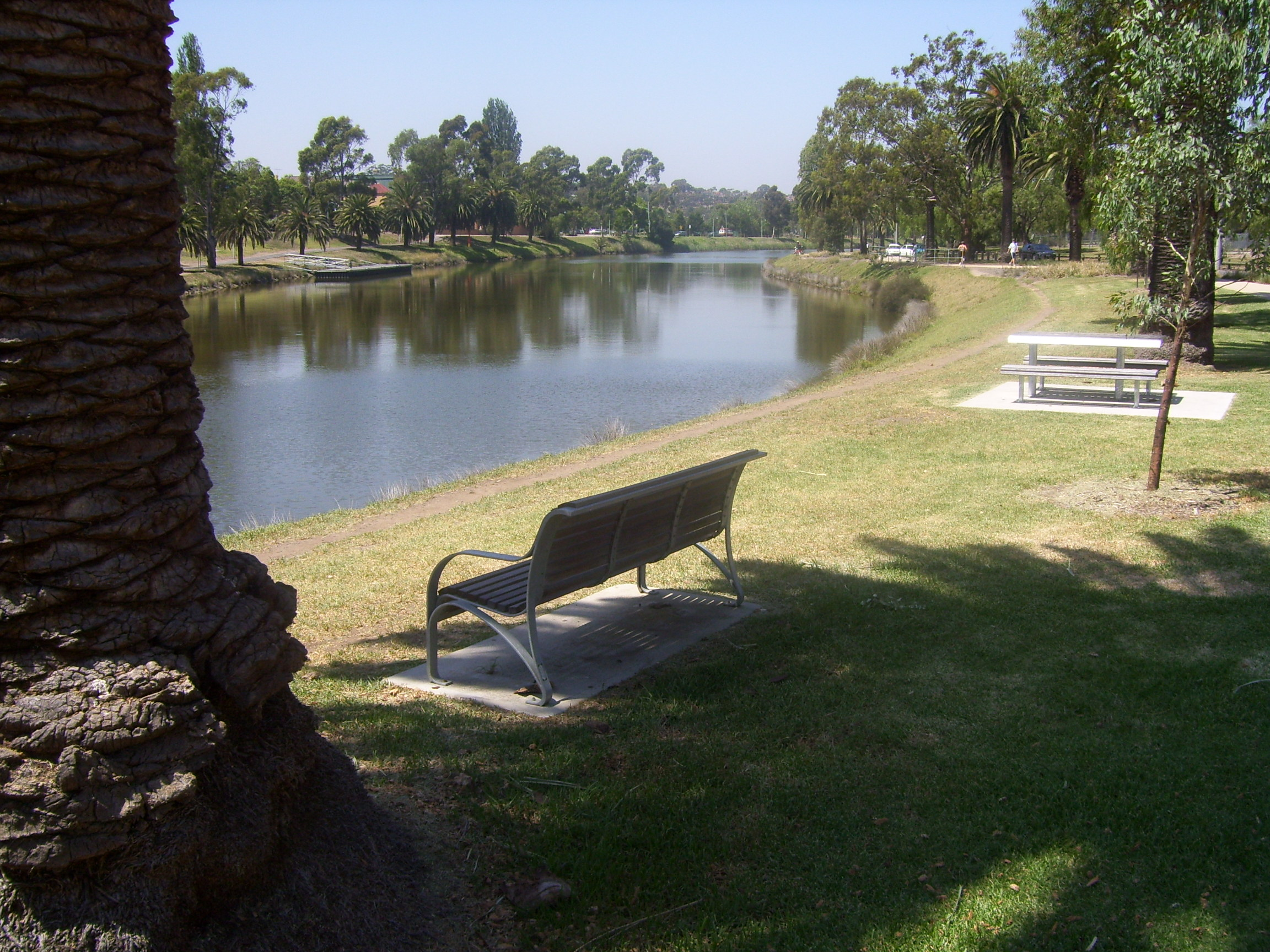
Річка Марібірнонг у передмісті однойменного міста
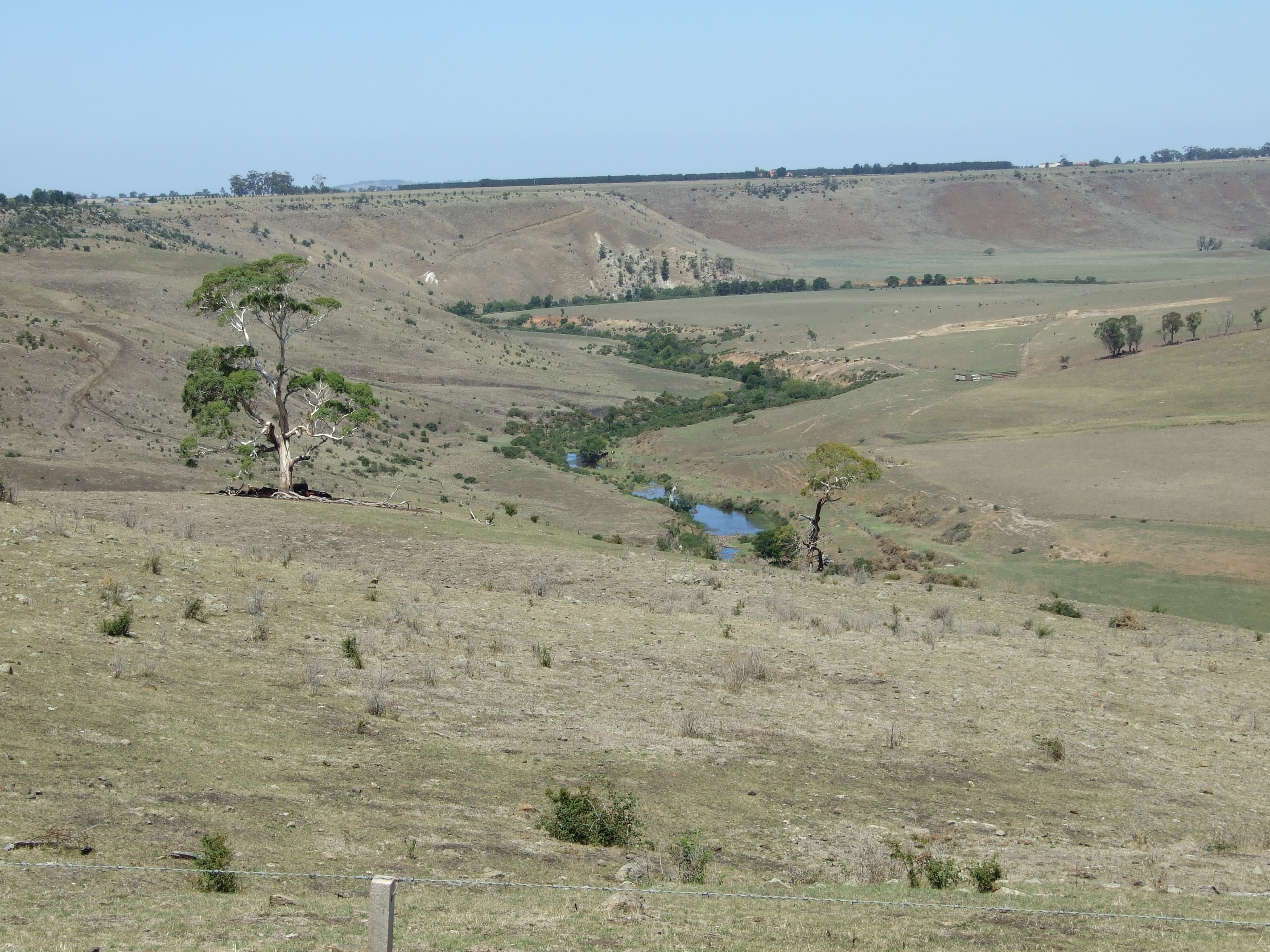
Джексон Крік, притока Марібірнонга поблизу Кларкфілда
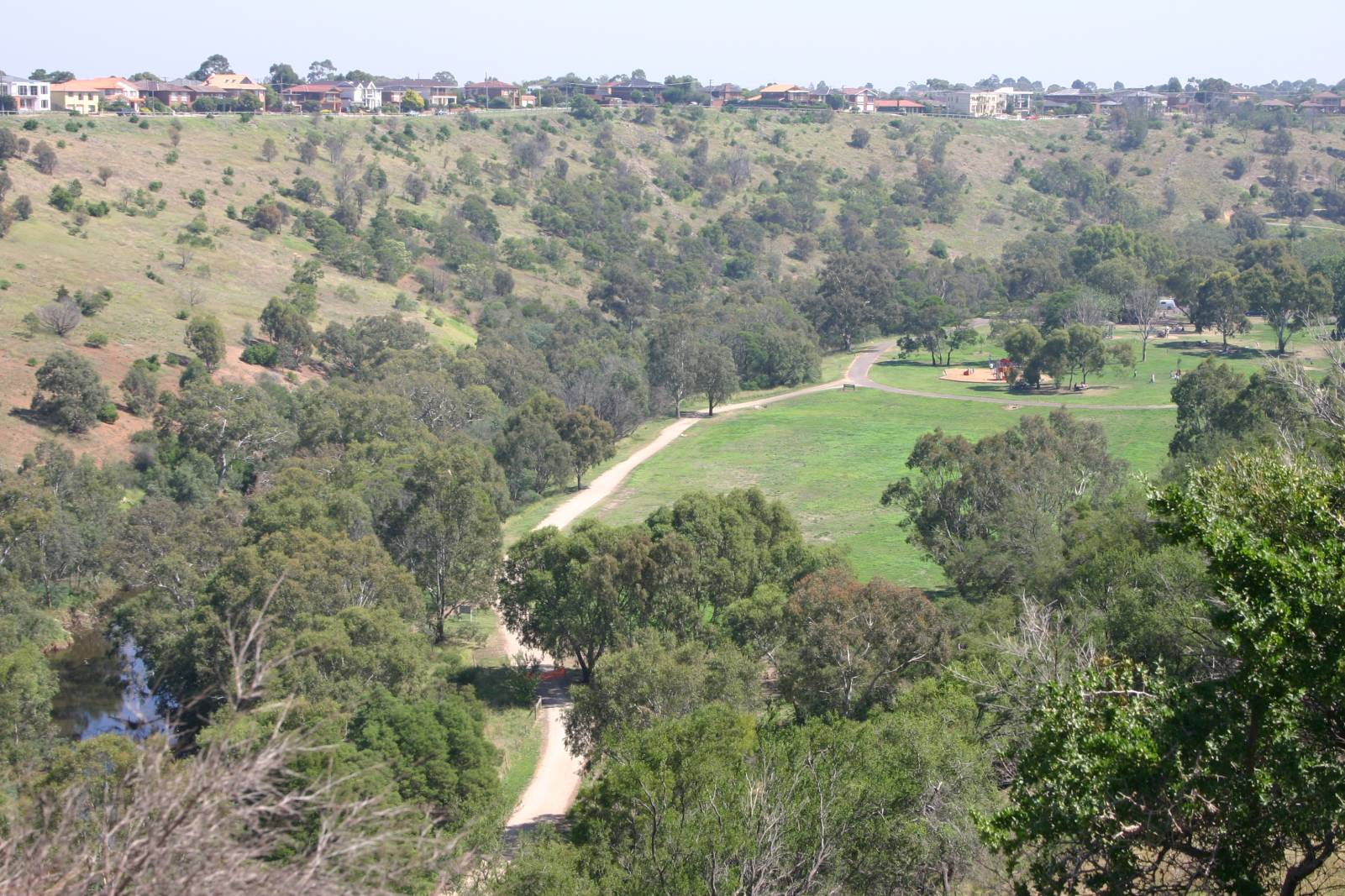
Марібірнонг у Брімбен Парку
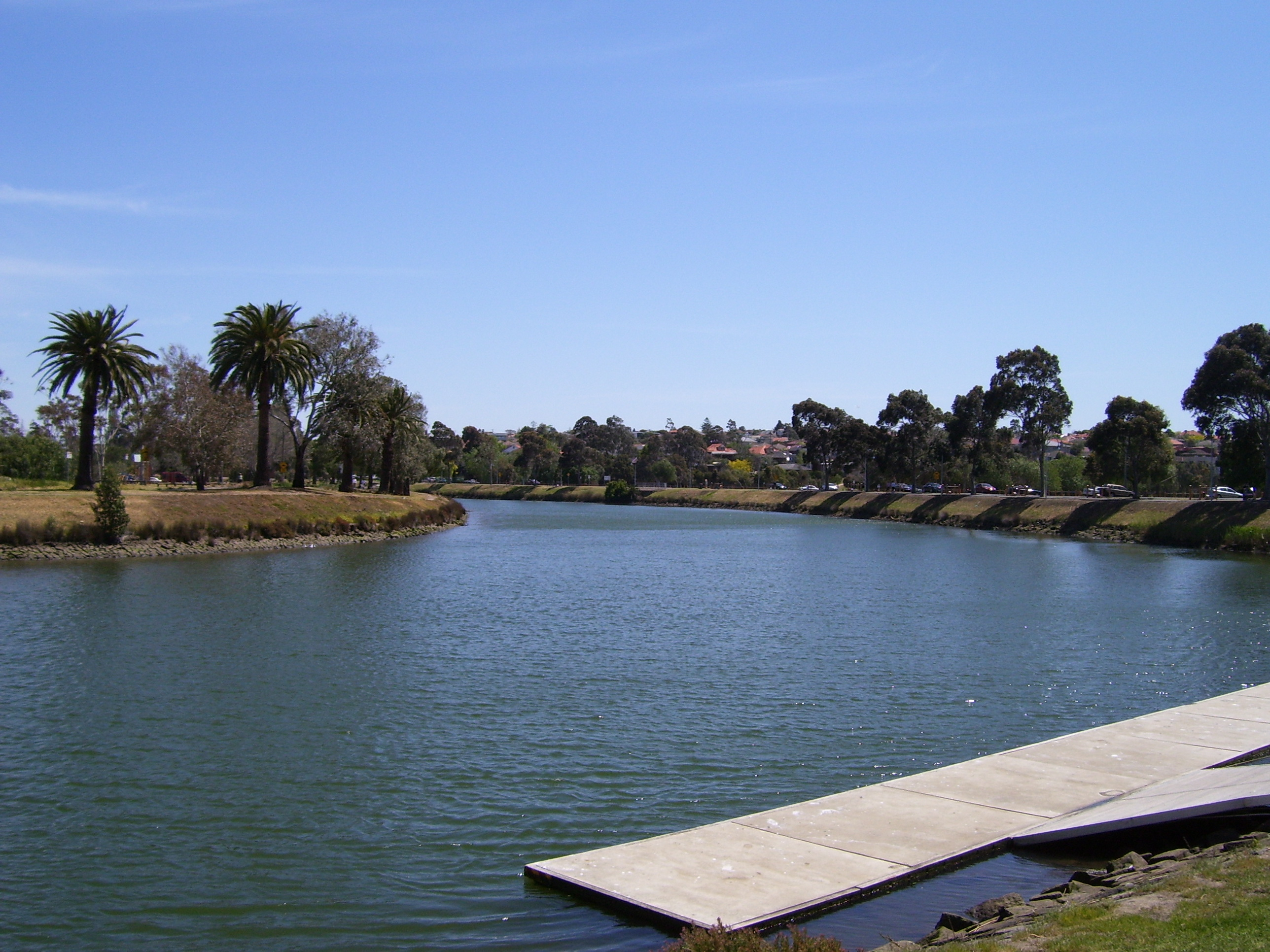
Поблизу Аберфілда
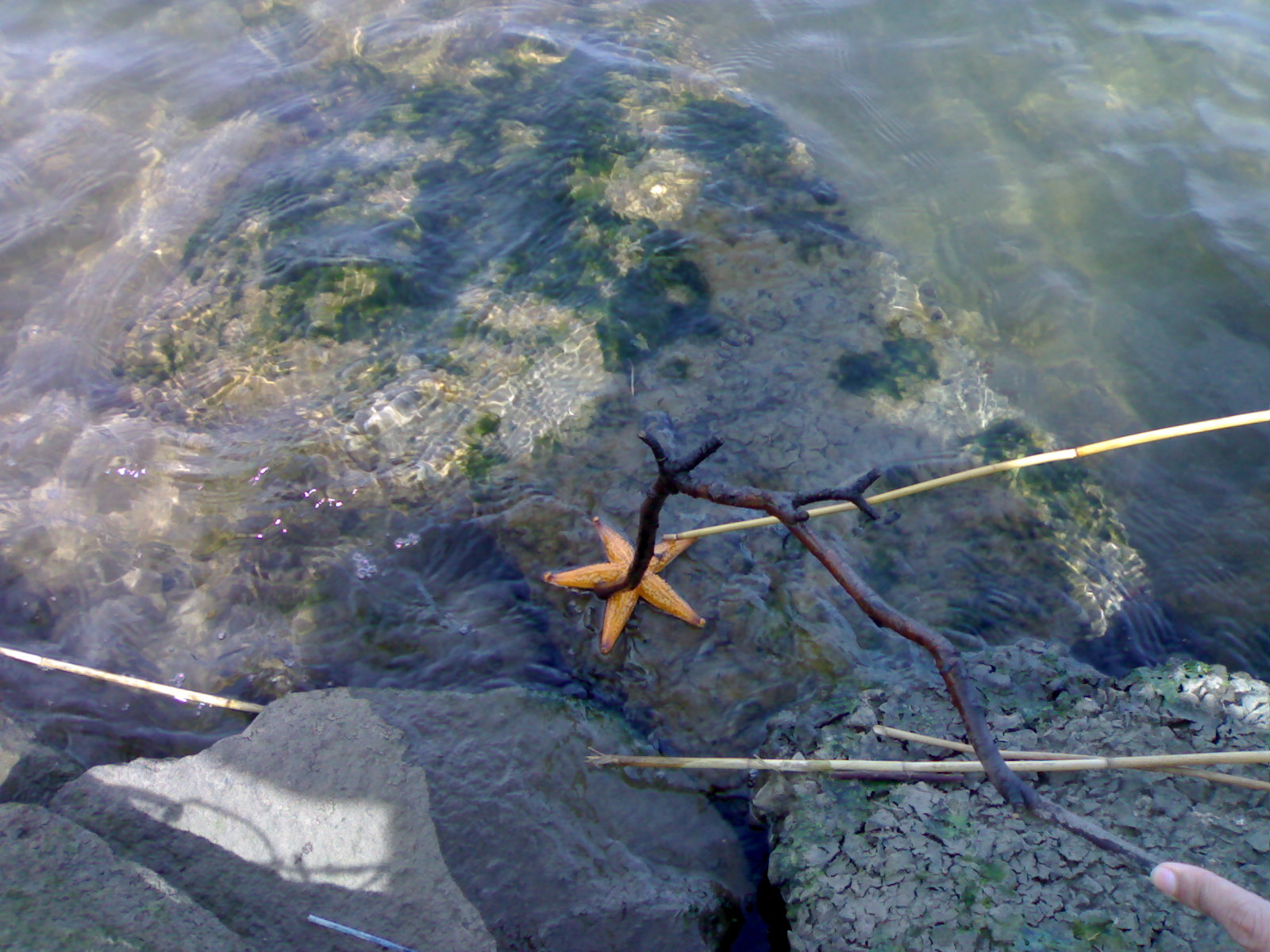